# Ruth Kaps
Ruth Kaps (Gießen, 20 de febrero de 1968) es una deportista alemana que compitió en remo.
Ganó una medalla de bronce en el Campeonato Mundial de Remo de 1995, en la prueba de doble scull ligero. Participó en los Juegos Olímpicos de Atlanta 1996, ocupando el octavo lugar en la misma prueba.

## Palmarés internacional
| Campeonato Mundial | Campeonato Mundial  | Campeonato Mundial | Campeonato Mundial |
| Año                | Lugar               | Medalla            | Prueba             |
| ------------------ | ------------------- | ------------------ | ------------------ |
| 1995               | Tampere (Finlandia) | Medalla de bronce  | Doble scull ligero |